# Puchar CEV w piłce siatkowej mężczyzn (2023/2024)
Puchar CEV w piłce siatkowej mężczyzn 2023/2024 (oficjalna nazwa: 2024 Men's CEV Volleyball Cup) – 17. sezon Pucharu CEV (52. sezon, wliczając Puchar Europy Zdobywców Pucharów oraz Puchar Top Teams) zorganizowany przez Europejską Konfederację Piłki Siatkowej (CEV) w ramach europejskich pucharów dla 44 męskich klubowych zespołów siatkarskich.
Rozgrywki składały się z 1/32 finału, 1/16 finału, 1/8 finału, ćwierćfinałów, półfinałów oraz finału. We wszystkich rundach drużyny rywalizowały w parach, a o awansie decydował dwumecz.
Puchar CEV są drugim w hierarchii europejskich pucharów turniejem w sezonie 2023/2024 po Lidze Mistrzów.

## System rozgrywek
Rozgrywki składały się z 1/32 finału, 1/16 finału, 1/8 finału, rundy play-off, ćwierćfinałów, półfinałów i finału. Nie był rozgrywany mecz o 3. miejsce. W drodze losowania powstała drabinka turniejowa oraz pary meczowe.
We wszystkich rundach rywalizacja toczyła się w formie dwumeczów – mecz u siebie i rewanż na wyjeździe. O awansie decydowała większa liczba zdobytych punktów meczowych. Za zwycięstwo 3:0 lub 3:1 drużyna otrzymuje 3 punkty meczowe, za zwycięstwo 3:2 – 2 punkty, za porażkę 2:3 – 1 punkt, natomiast za porażkę 1:3 lub 0:3 – 0 punktów. Jeżeli po rozegraniu dwumeczu obie drużyny zdobyły tę samą liczbę punktów, o awansie decydował tzw. złoty set grany do 15 punktów z dwoma punktami przewagi jednej z drużyn.

## Podział miejsc w rozgrywkach
Zgodnie z regulaminem jedna krajowa federacja mogła zgłosić maksymalnie 5 klubów do wszystkich europejskich pucharów. Podział miejsc w rozgrywkach dokonany został na podstawie rankingu dla Pucharu CEV i Pucharu Challenge. W przypadku niewyczerpania miejsc w rozgrywkach dany klub mógł wnioskować o promocję z Pucharu Challenge do Pucharu CEV. W Pucharze CEV mógł uczestniczyć także klub, który nie zdecydował się na zgłoszenie do Ligi Mistrzów bądź nie spełniał regulaminowych wymagań, aby wystartować w Lidze Mistrzów. W przypadku wakatu pierwszeństwo zgłoszenia miały zespoły z federacji, które nie zarejestrowały do tego czasu żadnej drużyny w Pucharze CEV.
Każda federacja mogła wybrać jedną z dwóch opcji zgłoszenia drużyn:
- Opcja A: federacja zgłasza zespoły wyłącznie na podstawie klasyfikacji końcowej krajowych mistrzostw;
- Opcja B: federacja zgłasza zespoły na podstawie klasyfikacji końcowej krajowych mistrzostw z zagwarantowanym miejscem dla zdobywcy krajowego pucharu[1].

| Rk | Federacja  | Punkty | Liczba miejsc |
| -- | ---------- | ------ | ------------- |
| 1  | Turcja     | 267    | 2             |
| 2  | Francja    | 253    | 2             |
| 3  | Rosja      | 208    | 1             |
| 4  | Czechy     | 188    | 2             |
| 5  | Włochy     | 162    | 1             |
| 6  | Rumunia    | 160    | 2             |
| 7  | Szwajcaria | 132    | 2             |
| 8  | Austria    | 113    | 2             |
| 9  | Belgia     | 110    | 2             |
| 10 | Holandia   | 97     | 1             |
| 11 | Portugalia | 96     | 1             |
| 12 | Niemcy     | 93     | 1             |
| 13 | Estonia    | 93     | 1             |
| 14 | Hiszpania  | 88     | 1             |
| 15 | Bułgaria   | 87     | 1             |
| 16 | Grecja     | 85     | 1             |
| 17 | Ukraina    | 70     | 1             |

Uwaga: Zgodnie z decyzją podjętą przez CEV 24 marca 2022 roku ze względu na inwazję Rosji na Ukrainę z rozgrywek wykluczone zostały wszystkie kluby z Rosji i Białorusi.

## Drużyny uczestniczące
Do Pucharu CEV w sezonie 2023/2024 zgłosiło się 29 drużyn z 17 federacji. Do rozgrywek dołączyło 11 zespołów, które odpadły w eliminacjach Ligi Mistrzów oraz 4 zespoły z fazy grupowej Ligi Mistrzów. Łącznie w Pucharze CEV w sezonie 2023/2024 wystartowały 44 drużyny.
| Federacja                                                                        | Kluby                             |
| -------------------------------------------------------------------------------- | --------------------------------- |
| Austria                                                                          | SK Zadruga Aich/Dob (L2)          |
| Austria                                                                          | TSV Raiffeisen Hartberg (L3)      |
| Belgia                                                                           | Volley Haasrode Leuven (L3)       |
| Belgia                                                                           | Caruur Volley Gent (L4)           |
| Belgia                                                                           | Decospan Volley Team Menen (L5)   |
| Bułgaria                                                                         | Chebyr Pazardżik (L2)             |
| Chorwacja                                                                        | MOK Mursa Osijek (L2)             |
| Czechy                                                                           | VK ČEZ Karlovarsko (L3)           |
| Czechy                                                                           | Kladno volejbal.cz (L5)           |
| Francja                                                                          | Chaumont VB 52 Haute-Marne (L2)   |
| Francja                                                                          | Nantes Rezé MV (L3)               |
| Francja                                                                          | Narbonne Volley (L5)              |
| Grecja                                                                           | PAOK (L2)                         |
| Grecja                                                                           | AONS Milon (L4)                   |
| Hiszpania                                                                        | Río Duero Soria (L2)              |
| Holandia                                                                         | Nova Tech Lycurgus Groningen (P1) |
| Niemcy                                                                           | SWD powervolleys Düren (L4)       |
| Polska                                                                           | Aluron CMC Warta Zawiercie (L4)   |
| Rumunia                                                                          | SCMU Craiova (P1)                 |
| Serbia                                                                           | Vojvodina NS seme Nowy Sad (L2)   |
| Serbia                                                                           | Radnički Kragujevac (L3)          |
| Szwajcaria                                                                       | Chênois Genève Volleyball (P1)    |
| Szwajcaria                                                                       | Volley Schönenwerd (L1)           |
| Szwajcaria                                                                       | Lindaren Volley Amriswil (L2)     |
| Turcja                                                                           | Fenerbahçe HDI Sigorta (L3)       |
| Turcja                                                                           | Arkas Spor Izmir (L4)             |
| Ukraina                                                                          | Epicentr-Podolany Horodok (L2)    |
| Ukraina                                                                          | Żytyczi-Polissia Żytomierz (L4)   |
| Włochy                                                                           | Allianz Milano (L4)               |
| Legenda: Ln – n miejsce w mistrzostwach kraju Pn – n miejsce w krajowym pucharze |                                   |

| Federacja                                                       | Kluby                     |
| --------------------------------------------------------------- | ------------------------- |
| Drużyny, które odpadły w 1. rundzie eliminacji do Ligi Mistrzów |                           |
| Bośnia i Hercegowina                                            | OK Radnik Bijeljina       |
| Chorwacja                                                       | HAOK Mladost Zagrzeb      |
| Finlandia                                                       | Ford Levoranta Sastamala  |
| Holandia                                                        | Draisma Dynamo Apeldoorn  |
| Macedonia Północna                                              | Strumica                  |
| Węgry                                                           | Fino Kaposvár SE          |
| Drużyny, które odpadły w 2. rundzie eliminacji do Ligi Mistrzów |                           |
| Austria                                                         | Hypo Tirol Volleyballteam |
| Bułgaria                                                        | Neftochimik 2010 Burgas   |
| Czarnogóra                                                      | Budva                     |
| Serbia                                                          | Partizan Belgrad          |
| Ukraina                                                         | Prometej Dnipro           |

| Federacja | Kluby                  |
| --------- | ---------------------- |
| Belgia    | Greenyard Maaseik      |
| Grecja    | Olympiakos SFP         |
| Niemcy    | SVG Lüneburg           |
| Polska    | Asseco Resovia Rzeszów |

## Losowanie
Losowanie drabinki turniejowej Pucharu CEV odbyło się 19 lipca 2023 roku w Broadcasting Center Europe w Luksemburgu.
Drużyny zostały podzielone na dwie kategorie: te, które rozgrywki rozpoczynają od 1/32 finału oraz te, które grają od 1/16 finału.
Zespoły rozpoczynające rozgrywki od 1/32 finału ulokowane zostały w dwóch koszykach. W pierwszym koszyku znalazły się trzecie zespoły z federacji, które zgłosiły trzy drużyny (poza Szwajcarią), drugie zespoły z federacji zajmujących miejsca niższe niż 16 w rankingu, które zgłosiły dwie drużyn, drugi zespół z Belgii (zajmującej 9 miejsce w rankingu) oraz wszystkie drużyny z federacji zajmujących miejsca w rankingu niższe niż 18. Do drugiego koszyka trafiły drugie zespoły z federacji zajmujących miejsca 1-8 w rankingu, które zgłosiły więcej niż jedną drużynę, pierwsze drużyny z federacji zajmujących miejsca niższe niż 16, które zgłosiły więcej niż jedną drużynę, oraz trzecią drużynę ze Szwajcarii. Do drużyn z drugiego koszyka, które zostały rozstawione bez losowania, dolosowywane były zespoły z pierwszego koszyka. W ten sposób powstały pary meczowe 1/32 finału. Drużyny nierozstawione były gospodarzami pierwszego meczu w parze.
| Drużyny nierozstawione     | Drużyny rozstawione        |
| -------------------------- | -------------------------- |
| Narbonne Volley            | Arkas Spor Izmir           |
| Caruur Volley Gent         | Nantes Rezé MV             |
| Decospan Volley Team Menen | Kladno volejbal.cz         |
| AONS Milon                 | Volley Schönenwerd         |
| Żytyczi-Polissia Żytomierz | Lindaren Volley Amriswil   |
| Radnički Kragujevac        | TSV Raiffeisen Hartberg    |
| MOK Mursa Osijek           | Epicentr-Podolany Horodok  |
| Aluron CMC Warta Zawiercie | Vojvodina NS seme Nowy Sad |

Druga część losowania wyłoniła pary 1/16 finału. Drużyny ponownie podzielone zostały na dwa koszyki. Do pierwszego koszyka trafiło osiem drużyn, które awansowały z 1/32 finału Pucharu CEV oraz jedenaście drużyn, które odpadły w 1. lub 2. rundzie kwalifikacyjnej Ligi Mistrzów. W drugim koszyku znalazły się pierwsze drużyny z federacji zajmujących w rankingu miejsca 1-16. Drużyny z drugiego koszyka zostały rozstawione bez losowania. Do nich dolosowywane były te z pierwszego koszyka. Trzy pary 1/16 finału utworzono z drużyn z pierwszego koszyka. W ten sposób powstały pary meczowe 1/16 finału oraz drabinka turniejowa na dalszą część rozgrywek. 
| Drużyny nierozstawione                                     | Drużyny rozstawione        |
| ---------------------------------------------------------- | -------------------------- |
| 8 drużyn, które awansowały z 1/32 finału Pucharu CEV       | Fenerbahçe HDI Sigorta     |
| 8 drużyn, które awansowały z 1/32 finału Pucharu CEV       | Chaumont VB 52 Haute-Marne |
| 11 drużyn, które odpadły w kwalifikacjach do Ligi Mistrzów | VK ČEZ Karlovarsko         |
| 11 drużyn, które odpadły w kwalifikacjach do Ligi Mistrzów | Allianz Milano             |
|                                                            | SCMU Craiova               |
| Chênois Genève Volleyball                                  |                            |
| SK Zadruga Aich/Dob                                        |                            |
| Volley Haasrode Leuven                                     |                            |
| Nova Tech Lycurgus Groningen                               |                            |
| SWD powervolleys Düren                                     |                            |
| Río Duero Soria                                            |                            |
| Chebyr Pazardżik                                           |                            |
| PAOK                                                       |                            |

## Rozgrywki
Wszystkie godziny według czasu lokalnego.

### 1/32 finału
| Data                                 | Godz. | Drużyna 1                  | Wynik | Drużyna 2                  | 1     | 2     | 3     | 4     | 5     | Złoty set | Widzów | *      |
| ------------------------------------ | ----- | -------------------------- | ----- | -------------------------- | ----- | ----- | ----- | ----- | ----- | --------- | ------ | ------ |
| 26.10.2023                           | 20:00 | Żytyczi-Polissia Żytomierz | 3:2   | Vojvodina NS seme Nowy Sad | 26:24 | 22:25 | 25:16 | 21:25 | 15:10 |           | 150    | raport |
| 01.11.2023                           | 19:00 | Żytyczi-Polissia Żytomierz | 1:3   | Vojvodina NS seme Nowy Sad | 20:25 | 18:25 | 25:19 | 18:25 |       | 535       | raport |        |
| Pierwszy mecz w Polsce.              |       |                            |       |                            |       |       |       |       |       |           |        |        |
| 24.10.2023                           | 19:00 | MOK Mursa Osijek           | 1:3   | Arkas Spor                 | 19:25 | 25:23 | 14:25 | 18:25 |       |           | 300    | raport |
| 01.11.2023                           | 19:00 | MOK Mursa Osijek           | 0:3   | Arkas Spor                 | 21:25 | 13:25 | 19:25 |       |       | 500       | raport |        |
| 25.10.2023                           | 20:00 | AONS Milon                 | 3:1   | Volley Schönenwerd         | 25:21 | 25:19 | 24:26 | 25:20 |       |           | 600    | raport |
| 01.11.2023                           | 19:30 | AONS Milon                 | 3:2   | Volley Schönenwerd         | 25:17 | 19:25 | 25:22 | 22:25 | 15:13 | 550       | raport |        |
| 25.10.2023                           | 20:30 | Caruur Volley Gent         | 3:2   | Kladno volejbal.cz         | 25:22 | 17:25 | 21:25 | 27:25 | 16:14 |           | 250    | raport |
| 01.11.2023                           | 18:00 | Caruur Volley Gent         | 0:3   | Kladno volejbal.cz         | 17:25 | 14:25 | 20:25 |       |       | 500       | raport |        |
| 24.10.2023                           | 19:30 | Narbonne Volley            | 0:3   | Nantes Rezé MV             | 17:25 | 18:25 | 16:25 |       |       |           | 1170   | raport |
| 01.11.2023                           | 20:00 | Narbonne Volley            | 1:3   | Nantes Rezé MV             | 17:25 | 25:21 | 22:25 | 23:25 |       | 2097      | raport |        |
| 25.10.2023                           | 19:00 | Aluron CMC Warta Zawiercie | 3:0   | TSV Raiffeisen Hartberg    | 25:14 | 25:14 | 25:21 |       |       |           | 1820   | raport |
| 31.10.2023                           | 19:30 | Aluron CMC Warta Zawiercie | 3:0   | TSV Raiffeisen Hartberg    | 25:23 | 25:20 | 25:20 |       |       | 1718      | raport |        |
| 25.10.2023                           | 18:00 | Radnički Kragujevac        | 3:0   | Lindaren Volley Amriswil   | 25:22 | 32:30 | 32:30 |       |       |           | 200    | raport |
| 01.11.2023                           | 19:00 | Radnički Kragujevac        | 2:3   | Lindaren Volley Amriswil   | 25:23 | 23:25 | 23:25 | 26:24 | 9:15  | 721       | raport |        |
| 26.10.2023                           | 20:30 | Decospan Volley Team Menen | 3:1   | Epicentr-Podolany Horodok  | 29:27 | 22:25 | 25:18 | 25:19 |       | 16:14     | 355    | raport |
| 02.11.2023                           | 20:00 | Decospan Volley Team Menen | 0:3   | Epicentr-Podolany Horodok  | 19:25 | 14:25 | 22:25 |       |       | 16:14     | 78     | raport |
| Drugi mecz w Polsce.                 |       |                            |       |                            |       |       |       |       |       |           |        |        |
| Po lewej gospodarz pierwszego meczu. |       |                            |       |                            |       |       |       |       |       |           |        |        |

### 1/16 finału
| Data                                 | Godz. | Drużyna 1                  | Wynik | Drużyna 2                    | 1     | 2     | 3     | 4     | 5     | Złoty set | Widzów | *      |
| ------------------------------------ | ----- | -------------------------- | ----- | ---------------------------- | ----- | ----- | ----- | ----- | ----- | --------- | ------ | ------ |
| 22.11.2023                           | 19:00 | Vojvodina NS seme Nowy Sad | 0:3   | Río Duero Soria              | 24:26 | 22:25 | 20:25 |       |       |           | 560    | raport |
| 29.11.2023                           | 20:00 | Vojvodina NS seme Nowy Sad | 0:3   | Río Duero Soria              | 21:25 | 23:25 | 16:25 |       |       | 800       | raport |        |
| 22.11.2023                           | 18:00 | Fino Kaposvár SE           | 0:3   | Chênois Genève Volleyball    | 23:25 | 20:25 | 24:26 |       |       |           | 590    | raport |
| 29.11.2023                           | 20:00 | Fino Kaposvár SE           | 2:3   | Chênois Genève Volleyball    | 25:20 | 25:22 | 15:25 | 15:25 | 12:15 | 700       | raport |        |
| 23.11.2023                           | 19:00 | Neftochimik 2010 Burgas    | 0:3   | Arkas Spor                   | 14:25 | 17:25 | 21:25 |       |       |           | 600    | raport |
| 30.11.2023                           | 19:00 | Neftochimik 2010 Burgas    | 0:3   | Arkas Spor                   | 22:25 | 17:25 | 15:25 |       |       | 1000      | raport |        |
| 22.11.2023                           | 18:30 | Ford Levoranta Sastamala   | 1:3   | VK ČEZ Karlovarsko           | 25:20 | 23:25 | 33:35 | 23:25 |       |           | 648    | raport |
| 29.11.2023                           | 18:00 | Ford Levoranta Sastamala   | 0:3   | VK ČEZ Karlovarsko           | 18:25 | 21:25 | 23:25 |       |       | 790       | raport |        |
| 23.11.2023                           | 19:00 | Strumica                   | 0:3   | SWD powervolleys Düren       | 15:25 | 19:25 | 17:25 |       |       |           | 920    | raport |
| 30.11.2023                           | 19:00 | Strumica                   | 0:3   | SWD powervolleys Düren       | 18:25 | 19:25 | 23:25 |       |       | 500       | raport |        |
| 22.11.2023                           | 20:00 | AONS Milon                 | 3:0   | SK Zadruga Aich/Dob          | 26:24 | 25:17 | 25:22 |       |       |           | 350    | raport |
| 29.11.2023                           | 19:00 | AONS Milon                 | 2:3   | SK Zadruga Aich/Dob          | 25:27 | 25:19 | 30:28 | 17:25 | 18:20 | 350       | raport |        |
| 22.11.2023                           | 18:00 | Kladno volejbal.cz         | 3:0   | OK Radnik Bijeljina          | 25:18 | 25:19 | 25:15 |       |       |           | 490    | raport |
| 29.11.2023                           | 18:00 | Kladno volejbal.cz         | 3:1   | OK Radnik Bijeljina          | 25:17 | 25:17 | 23:25 | 25:22 |       | 160       | raport |        |
| 22.11.2023                           | 20:00 | Nantes Rezé MV             | 3:1   | Chaumont VB 52 Haute-Marne   | 15:25 | 25:23 | 25:21 | 25:21 |       |           | 2029   | raport |
| 29.11.2023                           | 20:00 | Nantes Rezé MV             | 3:2   | Chaumont VB 52 Haute-Marne   | 25:22 | 18:25 | 16:25 | 25:19 | 15:10 | 1172      | raport |        |
| 23.11.2023                           | 19:00 | Aluron CMC Warta Zawiercie | 3:0   | Chebyr Pazardżik             | 25:19 | 25:13 | 25:18 |       |       |           | 1400   | raport |
| 29.11.2023                           | 19:00 | Aluron CMC Warta Zawiercie | 2:3   | Chebyr Pazardżik             | 25:13 | 27:25 | 24:26 | 17:25 | 13:15 | 650       | raport |        |
| 23.11.2023                           | 18:00 | Radnički Kragujevac        | 3:2   | SCMU Craiova                 | 23:25 | 25:18 | 25:17 | 21:25 | 30:28 |           | 400    | raport |
| 29.11.2023                           | 19:00 | Radnički Kragujevac        | 1:3   | SCMU Craiova                 | 22:25 | 25:23 | 21:25 | 20:25 |       | 700       | raport |        |
| 22.11.2023                           | 19:00 | HAOK Mladost Zagrzeb       | 0:3   | PAOK                         | 28:30 | 22:25 | 19:25 |       |       |           | 100    | raport |
| 30.11.2023                           | 19:00 | HAOK Mladost Zagrzeb       | 0:3   | PAOK                         | 18:25 | 21:25 | 20:25 |       |       | 200       | raport |        |
| 22.11.2023                           | 20:30 | Allianz Milano             | 3:0   | Decospan Volley Team Menen   | 25:13 | 25:21 | 25:15 |       |       |           | 849    | raport |
| 29.11.2023                           | 20:30 | Allianz Milano             | 3:2   | Decospan Volley Team Menen   | 25:16 | 25:20 | 22:25 | 28:30 | 15:9  | 620       | raport |        |
| 23.11.2023                           | 18:00 | Prometej Dnipro            | 3:0   | Nova Tech Lycurgus Groningen | 25:21 | 25:17 | 25:16 |       |       |           | 350    | raport |
| 29.11.2023                           | 19:30 | Prometej Dnipro            | 3:0   | Nova Tech Lycurgus Groningen | 25:22 | 25:23 | 26:24 |       |       | 2643      | raport |        |
| Pierwszy mecz w Rumunii.             |       |                            |       |                              |       |       |       |       |       |           |        |        |
| 23.11.2023                           | 18:00 | Partizan Belgrad           | 0:3   | Volley Haasrode Leuven       | 17:25 | 20:25 | 23:25 |       |       | 15:13     | 160    | raport |
| 29.11.2023                           | 20:30 | Partizan Belgrad           | 3:1   | Volley Haasrode Leuven       | 19:25 | 25:22 | 25:23 | 25:20 |       | 15:13     | 2200   | raport |
| 23.11.2023                           | 18:00 | Budva                      | 3:0   | Draisma Dynamo Apeldoorn     | 25:22 | 26:24 | 25:21 |       |       | 17:19     | 500    | raport |
| 29.11.2023                           | 19:30 | Budva                      | 0:3   | Draisma Dynamo Apeldoorn     | 20:25 | 18:25 | 18:25 |       |       | 17:19     | 350    | raport |
| 22.11.2023                           | 19:00 | Hypo Tirol Volleyballteam  | 3:2   | Fenerbahçe HDI Sigorta       | 25:23 | 15:25 | 25:20 | 23:25 | 21:19 |           | 900    | raport |
| 29.11.2023                           | 19:00 | Hypo Tirol Volleyballteam  | 1:3   | Fenerbahçe HDI Sigorta       | 34:32 | 26:28 | 19:25 | 19:25 |       | 350       | raport |        |
| Po lewej gospodarz pierwszego meczu. |       |                            |       |                              |       |       |       |       |       |           |        |        |

### 1/8 finału
| Data                                 | Godz. | Drużyna 1                  | Wynik | Drużyna 2                 | 1     | 2     | 3     | 4     | 5     | Złoty set | Widzów | *      |
| ------------------------------------ | ----- | -------------------------- | ----- | ------------------------- | ----- | ----- | ----- | ----- | ----- | --------- | ------ | ------ |
| 13.12.2023                           | 20:00 | Río Duero Soria            | 2:3   | Chênois Genève Volleyball | 25:23 | 21:25 | 18:25 | 25:19 | 20:22 |           | 1703   | raport |
| 19.12.2023                           | 20:00 | Río Duero Soria            | 3:0   | Chênois Genève Volleyball | 27:25 | 25:15 | 32:30 |       |       | 850       | raport |        |
| 14.12.2023                           | 19:00 | Arkas Spor                 | 3:1   | VK ČEZ Karlovarsko        | 25:21 | 25:22 | 19:25 | 25:22 |       |           | 750    | raport |
| 19.12.2023                           | 18:00 | Arkas Spor                 | 3:2   | VK ČEZ Karlovarsko        | 25:18 | 24:26 | 25:22 | 28:30 | 15:12 | 690       | raport |        |
| 13.12.2023                           | 19:00 | SWD powervolleys Düren     | 1:3   | AONS Milon                | 25:23 | 23:25 | 20:25 | 23:25 |       |           | 703    | raport |
| 20.12.2023                           | 20:00 | SWD powervolleys Düren     | 3:2   | AONS Milon                | 20:25 | 25:23 | 24:26 | 25:16 | 15:13 | 500       | raport |        |
| 12.12.2023                           | 18:00 | Kladno volejbal.cz         | 3:2   | Nantes Rezé MV            | 26:28 | 20:25 | 25:19 | 25:17 | 15:13 |           | 716    | raport |
| 19.12.2023                           | 20:00 | Kladno volejbal.cz         | 0:3   | Nantes Rezé MV            | 20:25 | 23:25 | 19:25 |       |       | 3662      | raport |        |
| 13.12.2023                           | 19:00 | Aluron CMC Warta Zawiercie | 3:0   | SCMU Craiova              | 25:18 | 25:14 | 25:14 |       |       |           | 1426   | raport |
| 21.12.2023                           | 19:00 | Aluron CMC Warta Zawiercie | 3:0   | SCMU Craiova              | 25:23 | 25:16 | 25:19 |       |       | 650       | raport |        |
| 21.12.2023                           | 18:00 | PAOK                       | 1:3   | Allianz Milano            | 20:25 | 18:25 | 25:20 | 20:25 |       |           | 325    | raport |
| 13.12.2023                           | 19:00 | PAOK                       | 0:3   | Allianz Milano            | 21:25 | 21:25 | 19:25 |       |       | 2000      | raport |        |
| 14.12.2023                           | 18:00 | Prometej Dnipro            | 3:0   | Partizan Belgrad          | 25:19 | 25:9  | 25:15 |       |       |           | 150    | raport |
| 21.12.2023                           | 18:00 | Prometej Dnipro            | 3:0   | Partizan Belgrad          | 25:15 | 25:23 | 25:21 |       |       | 150       | raport |        |
| Pierwszy mecz w Rumunii.             |       |                            |       |                           |       |       |       |       |       |           |        |        |
| 12.12.2023                           | 19:30 | Draisma Dynamo Apeldoorn   | 1:3   | Fenerbahçe HDI Sigorta    | 16:25 | 25:23 | 19:25 | 16:25 |       |           | 1425   | raport |
| 20.12.2023                           | 19:00 | Draisma Dynamo Apeldoorn   | 0:3   | Fenerbahçe HDI Sigorta    | 13:25 | 17:25 | 22:25 |       |       | 1200      | raport |        |
| Po lewej gospodarz pierwszego meczu. |       |                            |       |                           |       |       |       |       |       |           |        |        |

### Runda play-off
| Data                                 | Godz. | Drużyna 1                  | Wynik | Drużyna 2              | 1     | 2     | 3     | 4     | 5     | Złoty set | Widzów | *      |
| ------------------------------------ | ----- | -------------------------- | ----- | ---------------------- | ----- | ----- | ----- | ----- | ----- | --------- | ------ | ------ |
| 10.01.2024                           | 20:00 | Río Duero Soria            | 1:3   | Arkas Spor             | 23:25 | 25:23 | 17:25 | 16:25 |       |           | 1850   | raport |
| 17.01.2024                           | 19:00 | Río Duero Soria            | 0:3   | Arkas Spor             | 22:25 | 20:25 | 23:25 |       |       | 1000      | raport |        |
| 11.01.2024                           | 20:00 | AONS Milon                 | 3:2   | Nantes Rezé MV         | 25:22 | 25:23 | 16:25 | 23:25 | 15:12 | 15:13     | 600    | raport |
| 16.01.2024                           | 20:00 | AONS Milon                 | 2:3   | Nantes Rezé MV         | 18:25 | 25:22 | 25:23 | 20:25 | 17:19 | 15:13     | 2328   | raport |
| 10.01.2024                           | 17:30 | Aluron CMC Warta Zawiercie | 3:0   | Allianz Milano         | 25:23 | 25:19 | 25:19 |       |       |           | 2600   | raport |
| 18.01.2024                           | 20:00 | Aluron CMC Warta Zawiercie | 3:0   | Allianz Milano         | 25:22 | 25:22 | 25:23 |       |       | 1256      | raport |        |
| 10.01.2024                           | 20:00 | Prometej Dnipro            | 3:1   | Fenerbahçe HDI Sigorta | 25:21 | 25:15 | 19:25 | 26:24 |       | 11:15     | 150    | raport |
| 18.01.2024                           | 19:00 | Prometej Dnipro            | 0:3   | Fenerbahçe HDI Sigorta | 17:25 | 21:25 | 23:25 |       |       | 11:15     | 1276   | raport |
| Po lewej gospodarz pierwszego meczu. |       |                            |       |                        |       |       |       |       |       |           |        |        |

### Ćwierćfinały
| Data                                 | Godz. | Drużyna 1              | Wynik | Drużyna 2                  | 1     | 2     | 3     | 4     | 5    | Złoty set | Widzów | *      |
| ------------------------------------ | ----- | ---------------------- | ----- | -------------------------- | ----- | ----- | ----- | ----- | ---- | --------- | ------ | ------ |
| 31.01.2024                           | 20:30 | Olympiakos SFP         | 3:2   | Arkas Spor                 | 26:24 | 21:25 | 27:25 | 23:25 | 15:7 |           | 715    | raport |
| 07.02.2024                           | 19:00 | Olympiakos SFP         | 0:3   | Arkas Spor                 | 23:25 | 22:25 | 21:25 |       |      | 2000      | raport |        |
| 31.01.2024                           | 19:00 | SVG Lüneburg           | 3:0   | AONS Milon                 | 25:19 | 25:19 | 25:16 |       |      |           | 2024   | raport |
| 08.02.2024                           | 20:00 | SVG Lüneburg           | 3:2   | AONS Milon                 | 25:20 | 23:25 | 19:25 | 25:19 | 15:8 | 875       | raport |        |
| 01.02.2024                           | 18:00 | Asseco Resovia Rzeszów | 3:0   | Aluron CMC Warta Zawiercie | 25:22 | 25:16 | 25:23 |       |      | 15:11     | 2700   | raport |
| 08.02.2024                           | 19:55 | Asseco Resovia Rzeszów | 0:3   | Aluron CMC Warta Zawiercie | 19:25 | 19:25 | 19:25 |       |      | 15:11     | 3052   | raport |
| 31.01.2024                           | 20:30 | VC Greenyard Maaseik   | 0:3   | Fenerbahçe HDI Sigorta     | 22:25 | 33:35 | 16:25 |       |      |           | 1200   | raport |
| 07.02.2024                           | 19:00 | VC Greenyard Maaseik   | 0:3   | Fenerbahçe HDI Sigorta     | 20:25 | 20:25 | 15:25 |       |      | 702       | raport |        |
| Po lewej gospodarz pierwszego meczu. |       |                        |       |                            |       |       |       |       |      |           |        |        |

### Półfinały
| Data                                 | Godz. | Drużyna 1              | Wynik | Drużyna 2              | 1     | 2     | 3     | 4     | 5 | Złoty set | Widzów | *      |
| ------------------------------------ | ----- | ---------------------- | ----- | ---------------------- | ----- | ----- | ----- | ----- | - | --------- | ------ | ------ |
| 21.02.2024                           | 20:30 | Arkas Spor             | 3:0   | SVG Lüneburg           | 27:25 | 25:23 | 25:20 |       |   | 8:15      | 2800   | raport |
| 28.02.2024                           | 19:00 | Arkas Spor             | 1:3   | SVG Lüneburg           | 25:17 | 23:25 | 28:30 | 18:25 |   | 8:15      | 3200   | raport |
| 21.02.2024                           | 18:00 | Asseco Resovia Rzeszów | 3:1   | Fenerbahçe HDI Sigorta | 25:12 | 25:17 | 22:25 | 25:21 |   |           | 2600   | raport |
| 29.02.2024                           | 19:00 | Asseco Resovia Rzeszów | 3:0   | Fenerbahçe HDI Sigorta | 25:17 | 25:14 | 28:26 |       |   | 940       | raport |        |
| Po lewej gospodarz pierwszego meczu. |       |                        |       |                        |       |       |       |       |   |           |        |        |

### Finał
| Data                                 | Godz. | Drużyna 1    | Wynik | Drużyna 2              | 1     | 2     | 3     | 4 | 5 | Złoty set | Widzów | *      |
| ------------------------------------ | ----- | ------------ | ----- | ---------------------- | ----- | ----- | ----- | - | - | --------- | ------ | ------ |
| 12.03.2024                           | 19:00 | SVG Lüneburg | 0:3   | Asseco Resovia Rzeszów | 16:25 | 17:25 | 21:25 |   |   |           | 3200   | raport |
| 19.03.2024                           | 18:00 | SVG Lüneburg | 0:3   | Asseco Resovia Rzeszów | 25:27 | 18:25 | 22:25 |   |   | 4300      | raport |        |
| Po lewej gospodarz pierwszego meczu. |       |              |       |                        |       |       |       |   |   |           |        |        |